# Hanzo Njepila

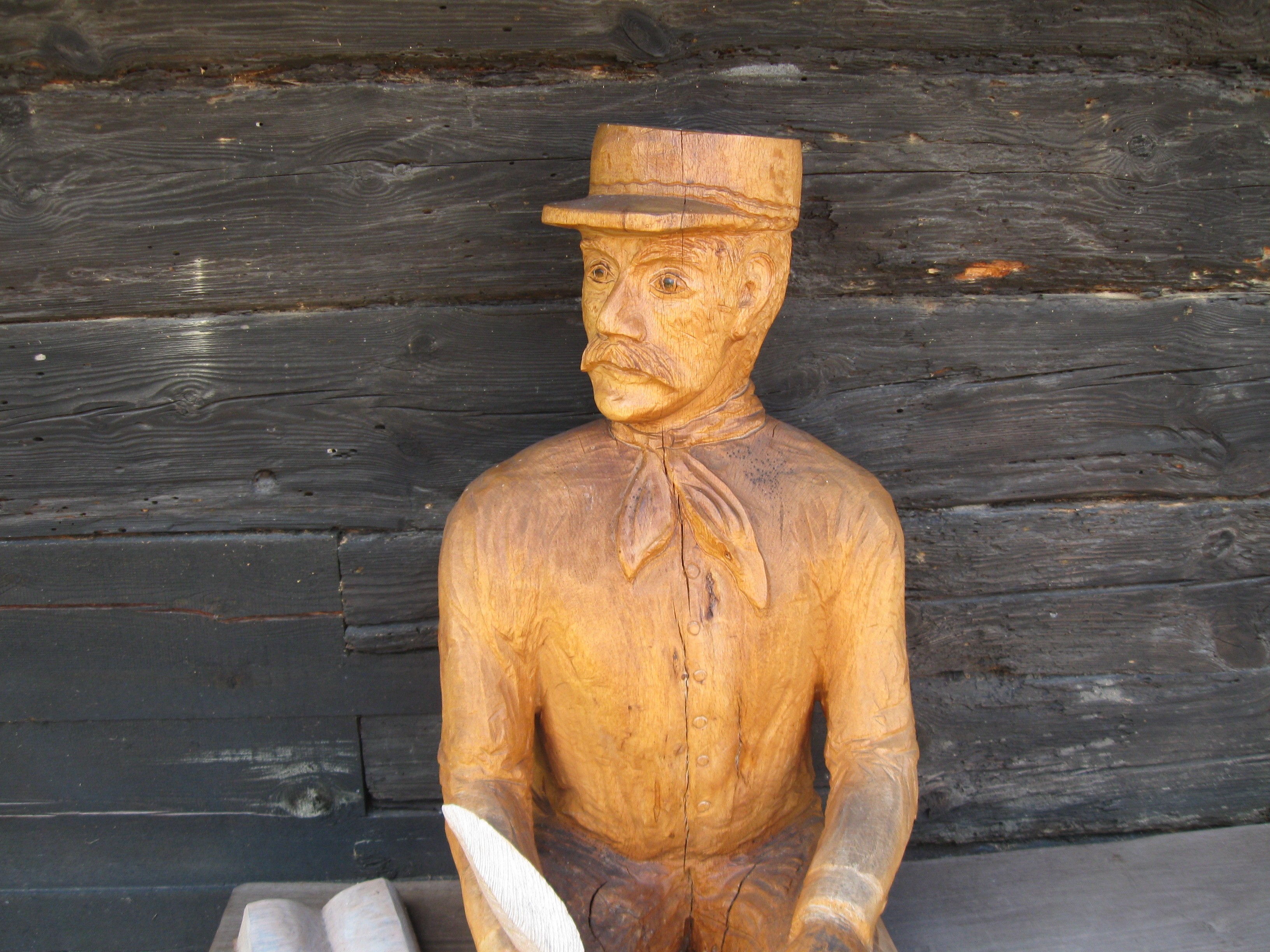
Stilisierte Holzfigur Njepilas vor seinem Wohnhaus in Rohne

Hanzo Njepila (deutsch Hans oder Hanso Nepila; * 1. August 1766 in Rohne, Standesherrschaft Muskau; † 20. Juni 1856 ebenda) war ein sorbischer Bauer und Volksschriftsteller. Er war der erste nichtgeistliche Schriftsteller, der seine Handschriften auf Sorbisch (im Schleifer Dialekt) verfasste.

## Leben und Werk

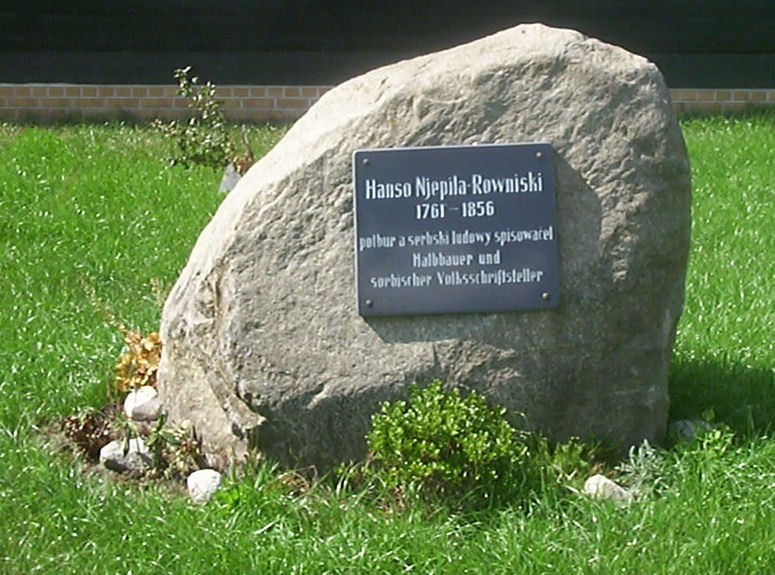
Gedenkstein vor Njepilas Wohnhaus

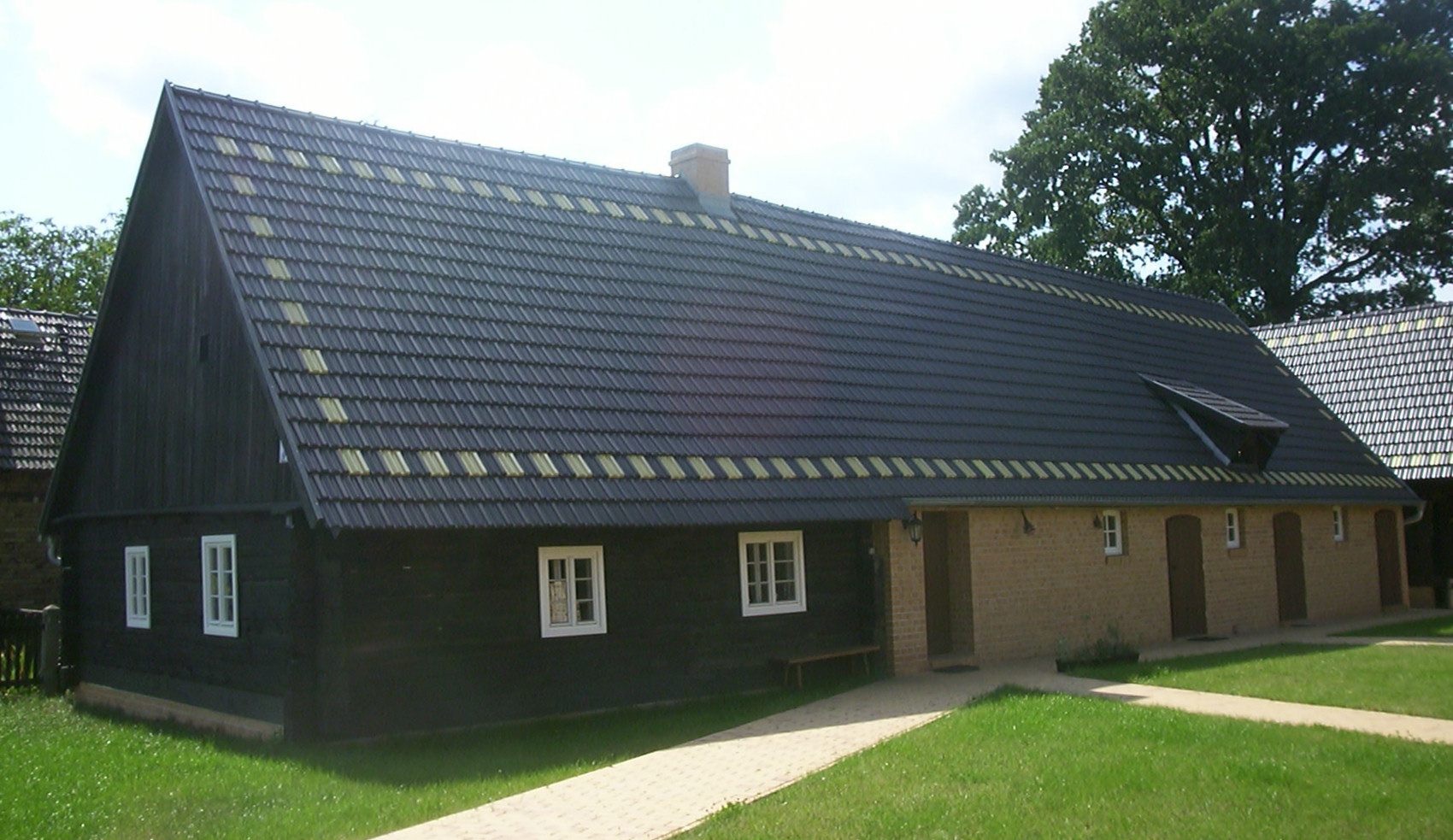
Restauriertes Wohnhaus des Hanzo Njepila, hier noch ohne die oben abgebildete Holzfigur

Njepila, Sohn der Tochter des Schäfers Slabke, wuchs in sehr ärmlichen Verhältnissen auf, oft litt er Hunger. In seine Kindheit fielen die Hungerjahre 1771/1772, während denen er, laut einer seiner Schriften, auch Lehm aß, um den Hunger zu stillen. Als junger Mann setzte er den elterlichen Bauernhof instand und erarbeitete sich allmählich den Stand eines Halbbauern.
In den Wintermonaten erlernte Njepila beim Dorfschneider Lesen und Schreiben. Das Schreiben wurde ihm eine persönliche Freude in seinem Leben. So entstanden mehr als 30 Hefte, meist mit autobiographischem oder religiösem Inhalt. Den größeren Teil jedoch gab ihm seine Familie mit ins Grab. Nur fünf Handschriften haben sich erhalten, die der Schleifer Pfarrer Matej Handrik später in der Zeitschrift der Maćica Serbska veröffentlichte. Einige größere autobiographische Passagen hielt er dabei zurück, weil sie die unangenehmen Verhältnisse zwischen Njepila und seiner zu dieser Zeit noch lebenden Schwiegertochter beschrieben. Insbesondere sind das Lebensbeschreibungen in der Zeit des hohen Alters von Hanzo Njepila. Den entsprechenden Text machte Hélène Brijnen 2004 in der Reihe der Schriften des Sorbischen Instituts zugänglich.
Der Bauernhof Njepilas blieb in seiner Form erhalten und dient heute als Heimatmuseum. Der von Rohnern initiierte Verein Njepila-Hof e. V. hat sich nach dem Tod des letzten Besitzers Verdienste um die Sicherung und spätere Rekonstruktion des Hofs in einer Zeit erworben, in der Njepila in Vergessenheit geraten war.

## Nachweise
1. ↑  Hans Nepila (1766–1856). In: Institut für Sächsische Geschichte und Volkskunde (Hrsg.): Sächsische Biografie.
2. ↑  Einer, der seiner Zeit voraus war. In: Nowy Casnik 12/2011. 22. März 2011, archiviert vom Original am 26. August 2014; abgerufen am 23. August 2014 (Interview mit Peter Milan Jahn).
3. ↑  Matej Handrik-Slepjanski (Hrsg.), Hanzo Njepila: Rukopisy Hansa Nepile-Rowniskeho. In: Časopis Maćicy Serbskeje (ČMS) Band 49, 1896, S. 73–89 (Digitalisat); Band 51, 1898, S. 65–74 (Digitalisat); Band 52, 1899, S. 42–55, S. 88–115 (Digitalisat); Band 53, 1900, S. 14–41 (Digitalisat).